# Jackson Soloist

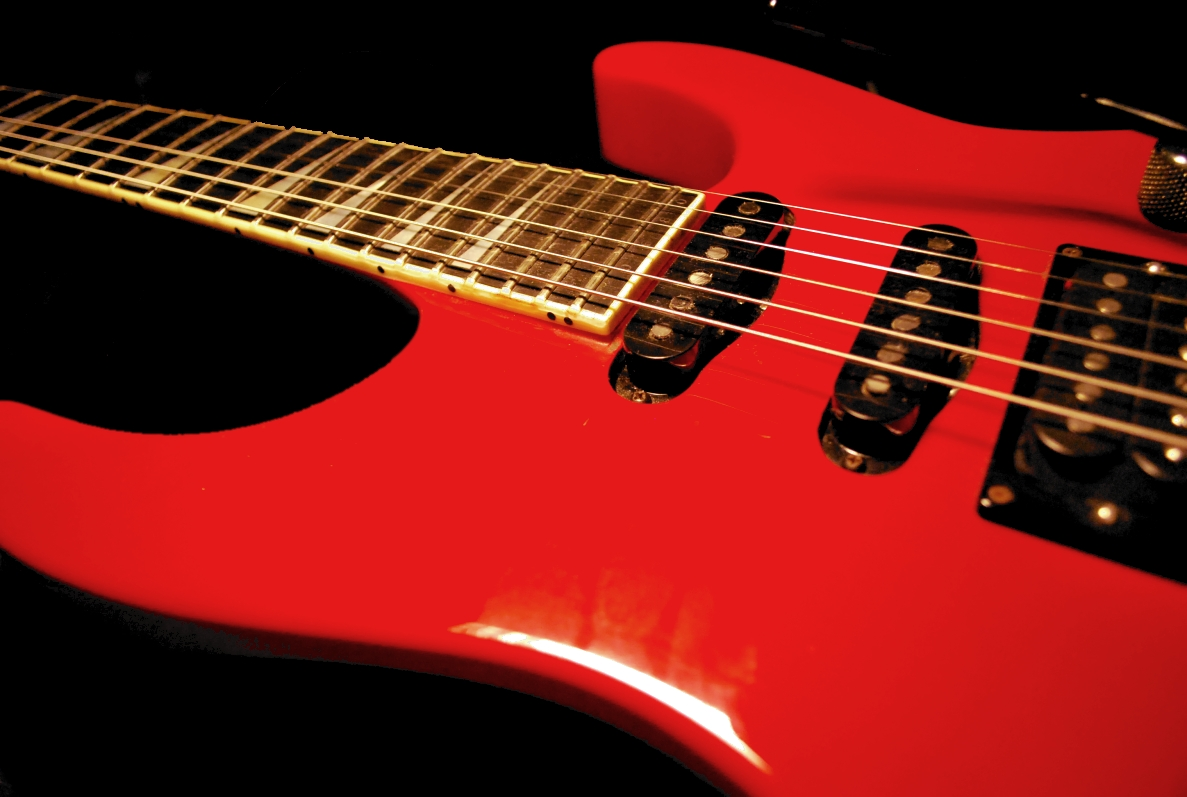
Soloist

La Jackson Soloist est un modèle de guitare électrique créé par la marque Jackson Guitars en 1983-84 par Grover Jackson (le premier modèle Jackson étant la Randy Rhoads, symbole de la marque, qui a lancé celle-ci en 1980-82).

## Caractéristiques et origine
Cette guitare, comme sa sœur la Jackson Dinky, se base sur la forme de la Fender Stratocaster avec des améliorations. La Jackson Soloist est ainsi une des premières « Superstrats » et la première à manche conducteur de l'histoire, dans la lignée des Superstrats Charvel produites par Grover Jackson et Wayne Charvel. Même si des prototypes similaires avaient déjà vu le jour entre 1981 et 1984 (Grover Jackson étant connu pour avoir été le premier, et le plus influent, à avoir réalisé des guitares « custom shop » avec toutes les caractéristiques des Superstrats dès 1981 ), la production officielle débuta le 28 aout 1984 (la première Soloist ayant le numéro de série #J0158). Ce fut pour beaucoup la première superstrat complète, aboutie et de qualité à être produite en grande quantité .
Initialement elle ne s'appelait pas Soloist mais « Custom Strat » ou « Neck-Through Body Strat ».
Elle se caractérise historiquement par un manche traversant, à l'inverse du type Dinky qui comporte un manche vissé (comme les Stratocasters de Fender), avec une touche à 24 cases, le reste variant selon les versions. Une autre différence avec la Stratocaster est qu'au lieu d'une grande cavité dans le corps recouverte par une plaque plastique portant toute l'électronique, les micros sont logés individuellement dans des défonces du bois. Câblage, potentiomètres et contrôles sont dans une autre cavité.
Cette guitare est directement destinée au shredding, solos virtuoses rapides et rythmiques rock et hard rock (jusqu'au metal) avec son manche conducteur au diapason 25,5 pouces, dépourvu de talon afin de faciliter l'accès aux aigus, ses 24 cases, ses jumbo frettes, son vibrato flottant (type Floyd Rose, Kahler ou Schaller) et ses micros puissants.
Cette forme se retrouve aussi dans le catalogue Charvel de l'époque comme la CH6, produite en série à partir de 1985, qui est la copie conforme de la SL1 originale.
On retrouve ainsi historiquement les deux premiers modèles made in USA :
- Soloist 1 (SL1) : 3 micros (1 double-bobinage et 2 simples),
- Soloist 2 (SL2H) sortie plus tard, munie de 2 micros doubles bobinages.

Tous deux sont  généralement équipés d'un vibrato flottant type Floyd Rose.
D'autres modèles déclinés de ces deux initiaux ont ensuite suivi avec de multiples configurations de micros, de chevalets, et de lutheries, de bois (SL3, SLS, SLSMG).
Ce concept de guitare a rapidement inspiré d'autres marques comme ESP, principal concurrent de Jackson, qui montait parallèlement en puissance à l'époque.

## Les premières Soloist custom shop

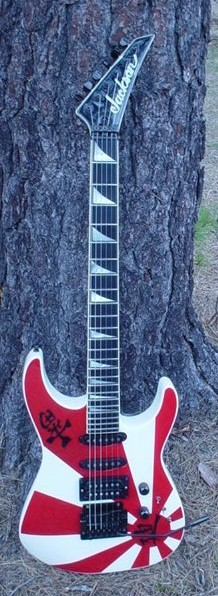
Soloist SL1 1985

En 1984, les premiers modèles de Soloist sortaient exclusivement du Custom Shop Jackson jusqu'en 1989, d'abord à l'atelier de San Dimas entre 1984 et 1986 puis à Ontario jusqu'en 1989, seulement quelques milliers d'exemplaires custom shop furent créés aux États-Unis entre 1983 et 2001 (parmi les 6569 instruments US Custom Neck-thru's incluant les Soloist, mais comprenant aussi des King V, Kelly, Concert Bass et autres modèles indépendants).
La première véritable Soloist numérotée J0158 servit de réelle base pour le modèle, les 157 modèles précédents étant plus des guitares personnalisées ne suivant pas vraiment de règles.
On retrouve au début deux versions, la Soloist Custom et la Soloist Student (à l'instar des Gibson Les Paul), toutes deux sortant du Custom Shop Jackson mais une se voulant un peu plus luxueuse. Les bois composant les premières versions sont un manche traversant et une tête en érable, sur lequel sont collées les deux ailes du corps en peuplier (aulne à partir de 1997), une touche en ébène bordée d'un binding et incrustée de repères "dents de requins" en nacre pour la Soloist Custom et une touche en palissandre avec des repères en points pour la Soloist Student.
Les micros H-S-S utilisés étaient par défaut des Seymour Duncan ou autre au choix du client jusqu'en début d'année 1985 où les Soloist sont équipées de micros passifs estampillés Jackson munis d'un boost actif (la marque ayant commencé à créer ses propres micros) :
- un J-50B en chevalet
- un J200 en central
- un J200 en manche

Le boost de medium JE-1200, contrôlable par le potentiomètre du bas permet de booster les mediums jusqu'à +6db aux alentours de 650 Hz.
La particularité des premières de Soloist est de disposer de 3 mini-switches on/off commutant chacun un micro, permettant de choisir les 7 combinaisons possibles de micros. Bien qu’intéressante, cette solution a été abandonnée par la suite au profit d'un sélecteur classique 5 positions (comme sur les Stratocaster), bien plus simple d'emploi.
La guitare était munie de 3 potentiomètres (un volume, une tonalité, un contrôle du gain du JE-1200).
Les toutes premières versions étaient équipées d'un véritable vibrato Floyd Rose, Schaller ou Kahler, mais entre 1987 et 1989 un vibrato flottant de type Floyd Rose made in Asia estampillé Jackson nommé JT-6 fut utilisé sans défonce avec un bloc-corde de type Kahler (la rareté de ce Vibrato en fait une pièce assez recherché bien qu'assez médiocre et peu pratique ). Il fut ensuite abandonné pour retourner vers des Floyd Rose originaux ou Schaller estampillés Jackson au début des années 1990. Les derniers modèles n'utilisant quasiment plus que des Floyd Rose d'origine.

## Les Soloist actuelles
La Soloist USA de série est maintenant une guitare manche traversant en érable, corp en aulne, touche ébène, vibrato Floyd Rose Original et micros Seymour Duncan. Mais certaines séries peuvent avoir des micros EMG ou jackson.
Ce modèle étant le plus plébiscité, on le retrouve dans toutes les séries de la marque :
- Custom Select
- Usa séries
- Artist signature
- Pro séries
- X séries

## 30eanniversaire
Pour les 30 ans du modèle, Jackson a sorti en 2014 un modèle anniversaire en édition limitée (Jackson 30th Anniversary Soloist), en hommage à cette guitare devenue mythique.
Chaque Soloist 30th Anniversary a été faite à la main par le Senior Master Builder Mike Shannon et reprend les caractéristiques exactes des premières SL1 des années 1980. On retrouve ainsi des détails allant du bois de peuplier, aux 3 mini-switch pilotant chacun un micro (EMG 81-SA1-SA1 à l'inverse des micros Jackson de l'époque), et allant jusqu'à imiter le Vieux JT-6 fait par Schaller (vintage-style "1984" Floyd Rose®) ainsi que le logo original.